# البطولة الوطنية للرأس الأخضر 2017
البطولة الوطنية للرأس الأخضر 2017 هو الموسم 38 من البطولة الوطنية للرأس الأخضر. كان عدد الأندية المشاركة فيه 12، وفاز فيه Sporting Clube da Praia ‏.